# Referèndum constitucional d'Albània de 1998
El referèndum constitucional d'Albània de 2018 es va celebrar a Albània el 22 de novembre de 1998. Es va preguntar als electors si aprovaven la constitució. Va ser aprovat pel 93,5% dels votants amb una participació del 50,6%, i va entrar en vigor el 28 de novembre.

## Resultats
| Opcions                        | Vots      | %    |
| ------------------------------ | --------- | ---- |
| A favor                        | 879.488   | 93,5 |
| En contra                      | 61.000    | 6.5  |
| Vots en blanc o invàlids       | 27.000    | –    |
| Total                          | 968.346   | 100  |
| Electors inscrits/participació | 1.914.859 | 50.6 |
| Font: Nohlen & Stöver          |           |      |

Tingueu en compte que les dades són inconsistents, possiblement a causa d'errors als col·legis electorals que no s'han corregit a nivells superiors.